# Gergithus kuyanianus
Gergithus kuyanianus är en insektsart som beskrevs av Matsumura 1916. Gergithus kuyanianus ingår i släktet Gergithus och familjen sköldstritar. Inga underarter finns listade i Catalogue of Life.